# ANDHA Chile
ANDHA Chile fue un partido político chileno constituido en 2015 y disuelto en 2018. Surgió como colectividad desde la Asociación Nacional de Deudores Habitacionales (ANDHA Chile), que entre sus líderes cuenta a la excandidata presidencial Roxana Miranda.

## Historia

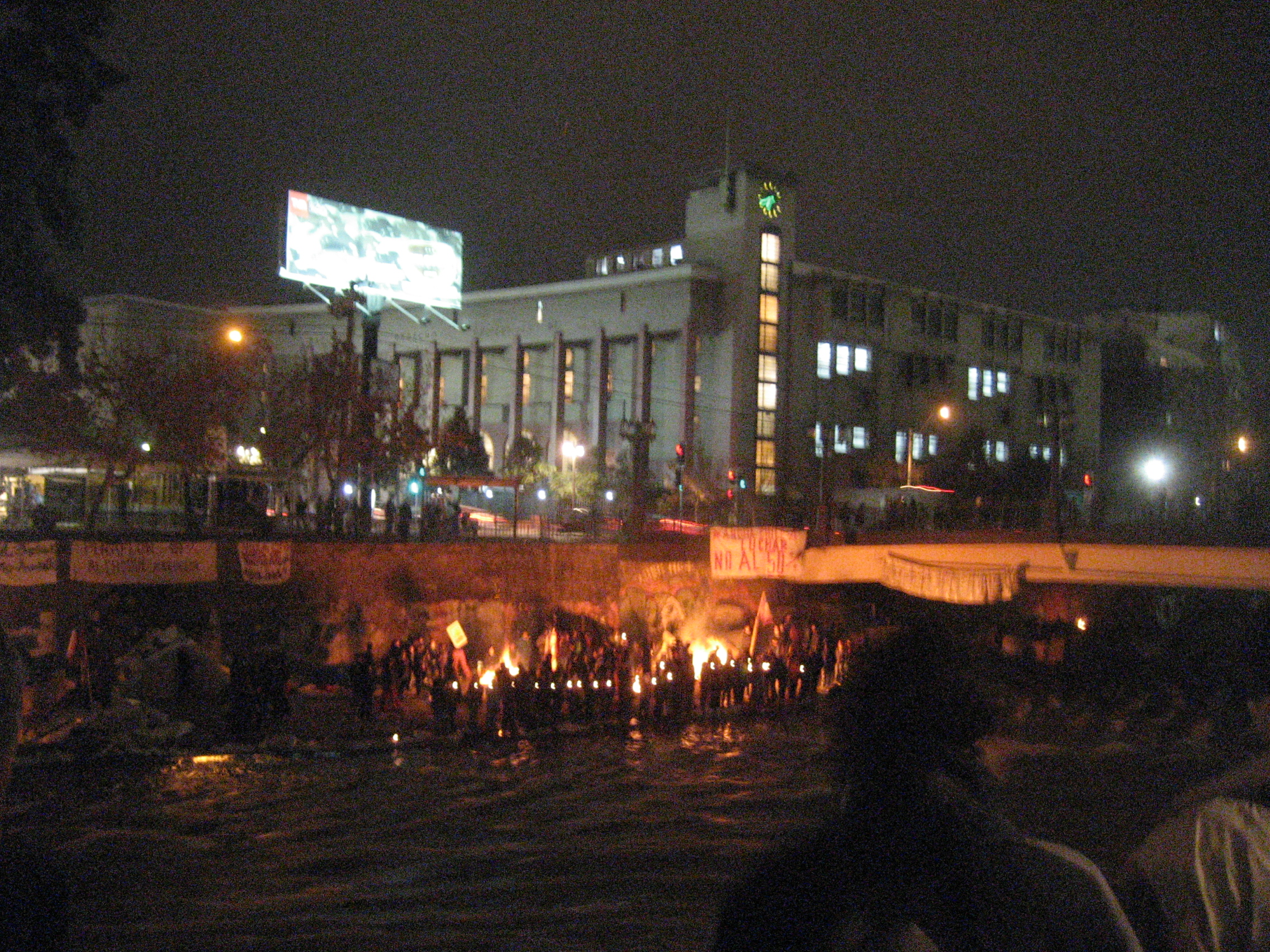
Deudores habitacionales de ANDHA Chile protestan bajo el Puente Pío Nono en junio de 2009.

El movimiento surgió en 2004, reuniendo a varias familias que no pudieron asumir los altos dividendos exigidos por parte de la caja INVERCA, que derivaba directamente del Ministerio de Vivienda y Urbanismo, para adquirir una casa, y acusando a los bancos y a los intereses inmobiliarios de especular con el derecho a la vivienda. Durante los siguientes años, sobre todo en el primer gobierno de Michelle Bachelet y el de Sebastián Piñera, realizaron llamativas protestas callejeras que llegaron hasta el propio Palacio de La Moneda.
En 2013 Roxana Miranda, una de las integrantes de ANDHA Chile, se presentó como candidata presidencial apoyada por el izquierdista Partido Igualdad, consiguiendo 83 687 votos, lo que equivale al 1,27% de las preferencias. Al año siguiente, la dirigenta siguió vinculada en las movilizaciones.

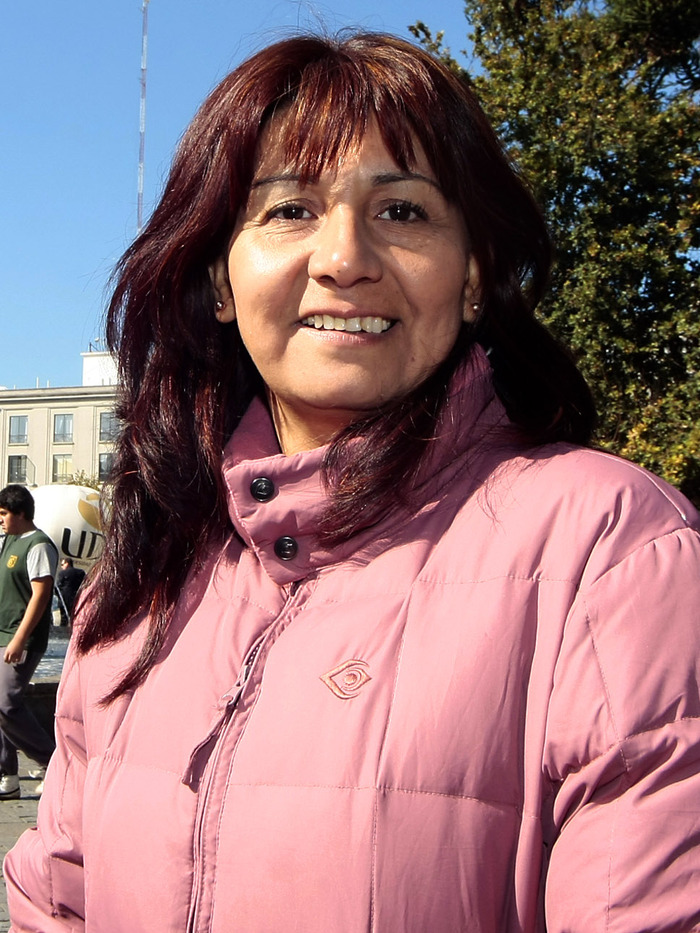
Roxana Miranda, secretaria general y candidata presidencial del partido.

En 2016, la exabanderada decidió salir del Partido Igualdad para lograr la legalización de ANDHA Chile, afirmando que la colectividad no era «ni de izquierda ni derecha» y descartando su ingreso al llamado Frente Amplio liderado por los diputados Gabriel Boric y Giorgio Jackson. En febrero de ese año, el Servicio Electoral (Servel) aceptó la inscripción del partido en las regiones de Coquimbo, Aysén y Magallanes y de la Antártica Chilena.
El partido no participó de las elecciones municipales de 2016. Aunque había anunciado su participación en la elección presidencial de 2017, finalmente quedó fuera al no lograr inscribir a Roxana Miranda como candidata. También se marginó de las elecciones parlamentarias y de consejeros regionales que se realizaron ese mismo año. A raíz de aquello, y al no haber obtenido autoridades electas ni cumplir con porcentajes mínimos de votación requeridos por la ley, el Servel disolvió el partido.
Tras el anuncio de la disolución por parte del Servel, ANDHA Chile presentó una reclamación ante el Tribunal Calificador de Elecciones (Tricel) argumentando que no existiría en la ley una obligatoriedad explícita de participar en elecciones, lo cual fue rechazado por el Tricel el 16 de octubre de 2018, sentenciando la desaparición del partido.

## Mesa directiva
| Cargo              | Nombre                 |
| ------------------ | ---------------------- |
| Presidenta         | Nélida Torres Salazar  |
| Secretaria General | Roxana Miranda Meneses |
| Tesorera           | Cecilia Farías Rivera  |